# Охлопков, Сергей Алексеевич
Сергей Алексеевич Охлопков (18 ноября 1958, город Пушкино, Московская область, СССР) — российский государственный деятель, юрист.
Прокурор Адыгеи (2007—2011), Свердловской области (2011—2021). Государственный советник юстиции 2 класса (4.1.2010).

## Биография
Сергей Охлопков родился 18 ноября 1958 года в городе Пушкино Московской области.
Свою трудовую деятельность он начал в 1976 году слесарем по ремонту двигателей в ремонтно-механических мастерских Понизовского леспромхоза Макарьевского района Костромской области.
В 1978—1980 годах служил в рядах Вооружённых Сил СССР.
В 1984 году окончил юридический факультет Ленинградского государственного университета (ЛГУ).
Работал в органах прокуратуры с 1984 года. В 1984 году начал трудовую деятельность стажером Нейской межрайонной прокуратуры Костромской области;
В разное время работал помощником межрайонного прокурора, Нейским и Нерехтским межрайонным прокурором Костромской области, первым заместителем прокурора Костромской области;
В 2007 году был назначен прокурором Республики Адыгея. За время службы Охлопков неоднократно поощрялся приказами генерального прокурора РСФСР и Российской Федерации.
Награждён нагрудным знаком «Почётный работник прокуратуры Российской Федерации», почётными грамотами и наградным оружием.
С 4 января 2010 года — Государственный советник юстиции 2 класса.
Президент РФ Дмитрий Медведев отметил многолетнюю добросовестную службу в органах прокуратуры, а также заслуги в деятельности прокурора Адыгеи Сергея Охлопкова по укреплению законности и правопорядке в республике. И своим Указом от 02.01.2011 № 15 «О награждении государственными наградами Российской Федерации» присвоил ему почётное звание «Заслуженный работник прокуратуры Российской Федерации».
В 2011 году был назначен прокурором Свердловской области.
Распоряжением Президента Российской Федерации от 31 октября 2016 года № 335-рп на 5 лет продлены полномочия прокурора Свердловской области государственного советника юстиции 2-го класса Сергея Алексеевича Охлопкова.
В мае 2021 года вышел в отставку по выслуге лет.

## Семья
Женат, воспитывает двоих дочерей.

## Награды
- Медаль «290 лет прокуратуре России»[6]
- Медаль Руденко[7]
- Медаль «Слава Адыгеи»
- нагрудный знак «Почётный работник прокуратуры Российской Федерации»;
- нагрудный знак «За безупречную службу»;
- Знак отличия «За верность закону» I степени.
- Заслуженный работник прокуратуры Российской Федерации.
- За добросовестное исполнение служебного долга поощрялся Генеральным прокурором Российской Федерации.